# ضیاءآباد (نرماشیر)
ضیاءآباد، روستایی در دهستان پشت‌رود بخش مرکزی شهرستان نرماشیر در استان کرمان ایران است.

## جمعیت
بر پایه سرشماری عمومی نفوس و مسکن در سال ۱۳۹۵، جمعیت این روستا برابر با ۷۶۷ نفر (۲۲۲ خانوار) بوده‌است.